# Paramerina levidensis
Paramerina levidensis är en tvåvingeart som först beskrevs av Frederick Askew Skuse 1889.  Paramerina levidensis ingår i släktet Paramerina och familjen fjädermyggor. Inga underarter finns listade i Catalogue of Life.